# Szergej Alekszandrovics Karjakin
Szergej Alekszandrovics Karjakin (ukránul: Сергій Олександрович Карякін, Szerhij Olekszandrovics Karjakin; oroszul: Серге́й Алекса́ндрович Каря́кин, a nemzetközi szakirodalomban Sergey Karjakin) (Szimferopol, 1990. január 12. –) ukrán származású orosz sakkozó, nemzetközi nagymester (2012-től), világkupa győztes (2015), villámsakk világbajnok (2012, 2016), sakkolimpiai bajnok (2004), sakkcsapat világbajnok (2013), kétszeres világbajnokjelölt (2014, 2016), világbajnoki döntős (2016), U12 korosztályos sakkvilágbajnok (2001), U10 korosztályos Európa-bajnok (1999). 2009 óta orosz állampolgár, azóta Oroszország színeiben versenyez.
A sakkcsodagyerekek közé tartozik, mert 2002-ben, 12 éves és 211 napos korában szerezte meg a nagymesteri címet, ezzel ő lett minden idők legfiatalabb nagymestere.
2015-ben megnyerte a sakkvilágkupát, ezzel kvalifikációt szerzett a világbajnokjelöltek versenyén való részvételre, amelyet megnyert, ezzel jogot nyert arra, hogy 2016. novemberben a világbajnoki címért mérkőzzön Magnus Carlsen ellen. A mérkőzés 6–6 arányban döntetlenül végződött, a rájátszásban Carlsen 3–1 arányban nyert, ezzel megvédte címét.
A Nemzetközi Sakkszövetség (FIDE) 2017. áprilisra érvényes Élő-pontszámítása szerint játékereje 2783 pont, amellyel a világranglistán a 8. helyen állt. Legmagasabb értékszáma 2788 pont volt, amelyet 2011. júliusban ért el, és amellyel a 4. helyre került a világranglistán, ezzel az eddigi legjobb helyezését érte el.
2009-ben házasságot kötött Jekatyerina Dolzsikova ukrán női sakknagymesterrel,  aki 2011-ben Ukrajna női sakkbajnoka volt, de néhány év múlva elváltak. Jelenlegi felesége Galija Kamalova.

## Élete és sakkpályafutása
Ötéves korában tanult meg sakkozni, hatéves korától járt versenyekre, és 11 éves 11 hónapos korában, a sakk történetében a legfiatalabbként már nemzetközi mester címmel rendelkezett. Ugyancsak máig ő a legfiatalabb, aki nagymesteri címet szerzett 12 éves és 7 hónapos korában.
1998-ban, nyolcéves korában az U10 korosztályos világbajnokságon holtversenyben a 7–11. helyen végzett. 1999-ben első lett az U10 korosztályos Európa-bajnokságon, 2000-ben holtversenyben a 2–4. helyet szerezte meg az U10 korosztályos világbajnokságon. 2001-ben megnyerte az U12 korosztályos sakkvilágbajnokságot, és holtversenyben az 1–3. helyen végzett (végeredményben ezüstérmet szerzett) az U14 korosztályos Európa-bajnokságon.
2000-ben megnyerte Ukrajna U12, majd 2001-ben, 11 évesen az U14 korosztályos bajnokságát, és Ukrajna U20 junior bajnokságán a holtversenyes 5. helyet szerezte meg.  13 évesen a holtversenyes 2. helyen végzett Ukrajna felnőtt bajnokságán. 2002-ben Ukrajna U20 bajnokságán negyedik,
2002-ben került először a nemzetközi figyelem középpontjába, amikor éppen hogy 12 évesen a világbajnoki címet elnyerő ukrán Ruszlan Ponomarjov hivatalos szekundánsa volt a 2002-es FIDE-sakkvilágbajnokságon. 2004-ben a dortmundi szupertornán villámjátszmában legyőzte a regnáló világbajnokot Vlagyimir Kramnyikot. Ugyanebben az évben ő volt az egyetlen, aki győzni tudott a számítógép ellen az Ember–Gép világbajnokságon Bilbaóban, amikor egy játszmában a Deep Junior ellen sikerült győznie.
2005-ben, 15 éves korában a 3–9. (végeredményben a 4.) helyen végzett a felnőtt egyéni sakk-Európa-bajnokságon, és ez év áprilisában került a világranglista első 100 helyezettje közé, rögtön a 64. helyen.
2010-ben holtversenyben az 1–2. helyen végzett az orosz bajnokság szuperdöntőjében, ahol a rájátszást az armageddon-játékban elvesztette Jan Nyepomnyascsij ellen, így az ezüstérmet szerezte meg. A 2011-es orosz szuperbajnokságban holtversenyes 3. lett. 2012-ben ismét holtversenyes első, de a hatos holtverseny eldöntésére szolgáló rájátszás után ezúttal is csak az ezüstérem jutott neki. 2013-ban hatodik, 2014-ben nyolcadik, majd 2015-ben ismét második az orosz bajnokságban.

### Részvétele a világbajnokságokon
Először szabadkártyásként a 2004-es FIDE-sakkvilágbajnokságon vehetett részt. ahol az első körben kikapott az orosz Mihail Kobaliától és búcsúzni kényszerült.
A 2007-es világbajnoki ciklusban a 2005-ös varsói Európa-bajnokságon elért eredménye alapján indulhatott a világkupán, ahol az első körben 2,5–1,5-re kikapott a magyar Balogh Csabától.
A 2010-es világbajnoki ciklusban az Élő-pontszáma alapján kvalifikálta magát a 2007-es sakkvilágkupára, ahol egészen az elődöntőig jutott, és ott szenvedett 2,5–1,5 arányú vereséget Alekszej Sirovtól.
A 2012-es sakkvilágbajnokság versenysorozatában az előző világbajnoki sorozatban elért (világkupa elődöntős) eredménye alapján indulhatott a 2009-es sakkvilágkupán, ahol ezúttal is az elődöntőig jutott, és ott szenvedett vereséget a későbbi győztes Borisz Gelfandtól. A 2007-es világkupán elért eredménye alapján indulhatott a 2008–2010-es Grand Prix versenysorozaton, az egyes versenyeken azonban csak a középnezőnyben végzett, és összességében a 15. helyet szerezte meg.
A 2013-as sakkvilágbajnokság versenysorozatában az előző világbajnoki sorozatban elért (világkupa elődöntős) eredménye alapján indulhatott a 2011-es sakkvilágkupán, ahol az Élő-pontszáma alapján ezúttal már ő volt az 1. kiemelt. Ezúttal a 3. körig jutott, ahol azonban Polgár Judit elütötte a továbbjutástól.
A 2014-es sakkvilágbajnokság versenysorozatában az Élő-pontszáma alapján vehetett részt a 2013-as sakkvilágkupán, ahol a nyolcaddöntőben szenvedett vereséget a később döntőig jutó Dmitrij Andrejkintől. Élő pontszáma alapján elindulhatott a 2012–2013-as FIDE Grand Prix versenysorozaton, amelyen egy versenyt holtversenyben megnyert (Taskent 2012), egy versenyen a 7. (Zug 2013), és egy versenyen az 5. helyen végzett (Szaloniki 2013), összességében a 9. helyet szerezte meg.  A 2012. augusztus–2013. június közötti időszak átlagos Élő-pontszáma alapján azonban kvalifikációt szerzett a világbajnokjelöltek versenyén való részvételre, amelyen a győztes Visuvanádan Ánand mögött a második helyen végzett.
A 2016-os sakkvilágbajnoki ciklusban Élő-pontszáma alapján indulhatott a 2014–2015-ös FIDE Grand Prix versenysorozaton, amelyen egy holtversenyes 3–7. (Baku 2014), egy holtversenyes 4–7. (Taskent 2014)  és egy holtversenyes 6–9. helyezésével (Hanti-Manszijszk 2015) az összesítésben a 7. helyen végzett. Élő-pontszáma alapján 11. kiemeltként indulhatott a 2015-ös sakkvilágkupán, ahol többek között a nyolcaddöntőben visszavágva Dmitrij Andrejkinnek az előző ciklusban elszenvedett vereségért, a negyeddöntőben Sahrijar Mamedjarovot 4–2-re, Pavel Eljanovot 3,5–2,5-re legyőzve jutott a döntőbe, ahol a Peter Szvidler elleni 6–4-es győzelmével megnyerte a világkupát. Ezzel az eredményével kvalifikálta magát a világbajnokjelöltek versenyébe, amelyet az utolsó fordulóban a vele azonos pontszámmal álló olasz Fabiano Caruana elleni győzelmével megnyert, így ő szerzett jogot a regnáló világbajnok Magnus Carlsen kihívására. A világbajnoki döntő 6–6 arányú döntetlennel ért véget, a rájátszást Carlsen 3–1 arányban megnyerte, és megvédte világbajnoki címét.
A klasszikus időbeosztású világbajnoki cím helyett a villámsakk világbajnoksággal vigasztalódhatott, miután 2016. decemberben Dohában 2012 után másodszor is megszerezte a villámsakk világbajnoki címet.

### További kiemelkedő versenyeredményei
Megjegyzés: Az eredmények a 365chess.com, a chessgames.com és a chess-results.com (Player search) oldalak alapján.
| Év   | Helyszín         | Verseny                                   | Gy | V | D  | Eredmény | Hely. |
| ---- | ---------------- | ----------------------------------------- | -- | - | -- | -------- | ----- |
| 2002 | Alusta           | Alushta-100-1 nemzetközi verseny          |    |   |    | 9½/13    | 1–2.  |
|      | Moszkva          | Nemzetközi ifjúsági játékok U14           |    |   |    | 6/7      | 1–2.  |
|      | Szudak           | Nemzetközi verseny                        |    |   |    | 10/13    | 3.    |
|      | Hastings         | 78. hastingsi nemzetközi verseny          |    |   |    | 5/9      | 4.    |
| 2003 | Wijk aan Zee     | Corus B nemzetközi verseny                |    |   |    | 7/13     | 4.    |
| 2004 | Dos Hermanas     | 4. Dos Hermanas nemzetközi verseny        |    |   |    | 7/9      | 2–3.  |
|      | Pamplona         | Ciudad de Pamplona – Cerrado              | 2  | 0 | 5  | 4,5/7    | 2.    |
| 2005 | Dos Hermanas     | 5. Dos Hermanas nemzetközi verseny        |    |   |    | 4,5/9    | 6–7.  |
|      | Kirisi           | 3. Ifjú sakkcsillagok tornája             |    |   |    | 5,5/11   | 2.    |
| 2006 | Forosz           | Forosz 2006 Nemzetközi verseny            | 1  | 3 | 7  | 4½/11    | 9–10. |
| 2007 | Wijk aan Zee     | Wijk aan Zee 2007 69. nemzetközi verseny  | 3  | 3 | 7  | 6½/13    | 7–8.  |
|      | Forosz           | Forosz 2007 nemzetközi verseny            | 3  | 0 | 8  | 7/11     | 2     |
| 2008 | Forosz           | Forosz 2008 nemzetközi verseny            | 2  | 1 | 8  | 6/11     |       |
|      | Szocsi           | Grand Prix verseny Szocsi 2008            | 3  | 2 | 8  | 7/13     | 5–7.  |
| 2009 | Wijk aan Zee     | Wijk aan Zee 2009 71. nemzetközi verseny  | 5  | 2 | 6  | 8/13     | 1.    |
|      | Nalcsik          | Grand Prix verseny Nalcsik 2009           | 3  | 4 | 6  | 6/13     | 8–11. |
|      | Jermuk           | Grand Prix verseny Jermuk 2009            | 2  | 1 | 10 | 7/13     | 7.    |
|      | Bilbao           | Bilbao 2009 Grand Slam döntő              | 1  | 1 | 4  | 3/5      | 3.    |
| 2010 | Wijk aan Zee     | Wijk aan Zee 2010 72. nemzetközi verseny  | 2  | 1 | 10 | 7/13     | 6–7.  |
|      | Moszkva          | Tal emlékverseny                          | 2  | 0 | 7  | 5½/9     | 1–3.  |
|      | Moszkva          | 63. orosz bajnokság szuperdöntő           | 4  | 1 | 6  | 7/11     | 1–2.  |
| 2011 | Medgyes          | Medgyes 2011 5. nemzetközi verseny        | 3  | 0 | 7  | 6½/10    | 1–2.  |
|      | Moszkva          | Tal emlékverseny-2011                     | 1  | 0 | 8  | 5/9      | 3–5.  |
| 2012 | Moszkva          | Aeroflot Open-2012 villámverseny          |    |   |    |          | 1.    |
|      | Asztana          | Villámsakk világbajnokság                 | 11 | 2 | 2  | 12½/15   | 1.    |
|      | Dortmund         | Dortmundi szupertorna                     | 3  | 0 | 6  | 6/9      | 1–2.  |
|      | Moszkva          | Orosz szuperbajnokság 2012                | 1  | 0 | 8  | 5/9      | 2.    |
|      | Taskent          | Grand Prix verseny Taskent 2012           | 3  | 1 | 7  | 6,5/11   | 1–3.  |
|      | Peking           | Szellemi sportok világjátéka (villámsakk) |    |   |    |          | 1.    |
|      | Holland Antillák | Ajedrez55                                 |    |   |    | 4,5/7    | 2–3.  |
| 2013 | Moszkva          | Aeroflot Open 2013 villámsakk             |    |   |    |          | 1.    |
|      | Stavanger        | Stavanger 2013 nemzetközi verseny         | 5  | 2 | 2  | 6/9      | 1.    |
|      | Kijev            | Szberbank Open villámverseny              |    |   |    | /        | 1.    |
| 2014 | Wijk aan Zee     | Tata Steel nemzetközi verseny             | 4  | 2 | 5  | 6,5/11   | 2–3.  |
|      | Hanti-Manszijszk | Világbajnokjelöltek versenye              | 3  | 2 | 9  | 7,5/14   | 2.    |
|      | Stavanger        | Stavanger 2014 nemzetközi verseny         | 4  | 1 | 4  | 6/9      | 1.    |
|      | Baku             | Grand Prix verseny Baku 2014              | 2  | 1 | 8  | 6/11     | 3–7.  |
|      | Taskent          | Grand Prix verseny Taskent 2014           | 3  | 2 | 6  | 6/11     | 4–7.  |
| 2015 | Hanti-Manszijszk | Grand Prix verseny Hanti-Manszijszk 2015  | 2  | 2 | 7  | 5,5/11   | 6–9.  |
|      | Jūrmala          | Vlagyimir Petrov emlékverseny             | 7  | 1 | 3  | 8,5/11   | 2–4.  |
| 2016 | Moszkva          | Világbajnokjelöltek versenye              | 4  | 9 | 1  | 8,5/14   | 1.    |

## Eredményei csapatban

### Sakkolimpia
2004–2008 között három alkalommal szerepelt Ukrajna válogatottjában a sakkolimpián. 2004-ben csapatban és egyéniben is aranyérmet szerzett. 2010–2018 között ötször szerepelt Oroszország válogatottjában is a sakkolimpián. 2010-ben csapatban ezüst, egyéniben arany; 2012-ben csapatban ezüst, egyéniben bronzérmet, 2016-ban és 2018-ban csapatban bronzérmet nyert.

### Sakkcsapat világbajnokság
2005-ben Ukrajna válogatottjával csapatban 4. helyezést értek el, egyéni eredménye tábláján a mezőnyben a legjobb volt. 2011-ben, 2013-ban és 2015-ben Oroszország csapatában vett részt a világbajnokságokon. 2013-ban csapatban első, egyéniben második, 2015-ben egyéniben harmadik helyezést ért el.

### Sakkcsapat Európa-bajnokság
2005-ben és 2007-ben Ukrajna válogatottjában játszott a nemzeti sakkcsapatok Európa-bajnokságán, 2007-ben egyéni eredménye a 3. legjobb volt a tábláján. 2011-ben Oroszország válogatottjában játszott és egyéni eredménye a 2. legjobb volt a tábláján.

### U16 sakkolimpia
2002-ben Ukrajna válogatottjában játszott az U16 korosztályos sakkolimpián, amelyen csapatban és egyéniben is ezüstérmet szerzett.

## Emlékezetes játszmái
|    | |    |    |    |    |    |    |
|    | \| \| \| \| \| \| \| \| \| \| \| \| \| \| \| \| \| \| \| \| \| \| \| \| \| \| \| \| \| \| \| \| \| \| \| \| \| \| \| \| \| \| \| \| \| \| \| \| \| \| \| \| \| \| \| \| \| \| \| \| \| \| \| \| \| \| \| \| \| \| \| \| |    |    |    |    |    |    |
|    | |    |    |    |    |    |    |
| a8 | b8 | c8 | d8 | e8 | f8 | g8 | h8 |
| a7 | b7 | c7 | d7 | e7 | f7 | g7 | h7 |
| a6 | b6 | c6 | d6 | e6 | f6 | g6 | h6 |
| a5 | b5 | c5 | d5 | e5 | f5 | g5 | h5 |
| a4 | b4 | c4 | d4 | e4 | f4 | g4 | h4 |
| a3 | b3 | c3 | d3 | e3 | f3 | g3 | h3 |
| a2 | b2 | c2 | d2 | e2 | f2 | g2 | h2 |
| a1 | b1 | c1 | d1 | e1 | f1 | g1 | h1 |

| a8 | b8 | c8 | d8 | e8 | f8 | g8 | h8 |
| a7 | b7 | c7 | d7 | e7 | f7 | g7 | h7 |
| a6 | b6 | c6 | d6 | e6 | f6 | g6 | h6 |
| a5 | b5 | c5 | d5 | e5 | f5 | g5 | h5 |
| a4 | b4 | c4 | d4 | e4 | f4 | g4 | h4 |
| a3 | b3 | c3 | d3 | e3 | f3 | g3 | h3 |
| a2 | b2 | c2 | d2 | e2 | f2 | g2 | h2 |
| a1 | b1 | c1 | d1 | e1 | f1 | g1 | h1 |

Szergej Karjakin–Alekszandra Kosztyenyuk,  Dannemann párosmérkőzés, Brissago 2003. 1–0 (szicíliai védelem ECO B32)
1. e4 c5 2. Hf3 Hc6 3. d4 cxd4 4. Hxd4 e5 5. Hb5 d6 6. H1c3 a6 7. Ha3 b5 8. Hd5 Hce7 9. c4 Hxd5 10. exd5 bxc4 11. Hxc4 Hf6 12. Fe3 Bb8 13. Fe2 Fe7 14. a4 O-O 15. O-O Fb7 16. Hb6 Hd7 17. a5 f5 18. f3 Hxb6 19. Fxb6 Vd7 20. b4 Fd8 21. Fe3 Ff6 22. Bb1 Vf7 23. Fc4 Bfc8 24. Vd3 Ba8 25. Bfc1 Vh5 26. Fb3 Fg5 27. Vd2 Fxe3+ 28. Vxe3 Vf7 29. Vb6 Fxd5 (diagram) 30. Vxa6 Bxc1+ 31. Bxc1 Bxa6 32. Bc8+ Ve8 33. Bxe8+ Kf7 34. Ba8 1-0 

|    | |    |    |    |    |    |    |
|    | \| \| \| \| \| \| \| \| \| \| \| \| \| \| \| \| \| \| \| \| \| \| \| \| \| \| \| \| \| \| \| \| \| \| \| \| \| \| \| \| \| \| \| \| \| \| \| \| \| \| \| \| \| \| \| \| \| \| \| \| \| \| \| \| \| \| \| \| \| \| \| \| |    |    |    |    |    |    |
|    | |    |    |    |    |    |    |
| a8 | b8 | c8 | d8 | e8 | f8 | g8 | h8 |
| a7 | b7 | c7 | d7 | e7 | f7 | g7 | h7 |
| a6 | b6 | c6 | d6 | e6 | f6 | g6 | h6 |
| a5 | b5 | c5 | d5 | e5 | f5 | g5 | h5 |
| a4 | b4 | c4 | d4 | e4 | f4 | g4 | h4 |
| a3 | b3 | c3 | d3 | e3 | f3 | g3 | h3 |
| a2 | b2 | c2 | d2 | e2 | f2 | g2 | h2 |
| a1 | b1 | c1 | d1 | e1 | f1 | g1 | h1 |

| a8 | b8 | c8 | d8 | e8 | f8 | g8 | h8 |
| a7 | b7 | c7 | d7 | e7 | f7 | g7 | h7 |
| a6 | b6 | c6 | d6 | e6 | f6 | g6 | h6 |
| a5 | b5 | c5 | d5 | e5 | f5 | g5 | h5 |
| a4 | b4 | c4 | d4 | e4 | f4 | g4 | h4 |
| a3 | b3 | c3 | d3 | e3 | f3 | g3 | h3 |
| a2 | b2 | c2 | d2 | e2 | f2 | g2 | h2 |
| a1 | b1 | c1 | d1 | e1 | f1 | g1 | h1 |

Szergej Karjakin–Alekszandr Griscsuk, Grand Slam Masters Bilbao döntő, 2009. 1–0 (spanyol megnyitás, zárt változat, Szmiszlov-Breyer-Zajcev hibrid ECO C93)
1. e4 e5 2. Hf3 Hc6 3. Fb5 a6 4. Fa4 Hf6 5. O-O Fe7 6. Be1 b5 7. Fb3 d6 8. c3 O-O 9. h3 Fb7 10. d4 Be8 11. Hbd2 Ff8 12. a3 h6 13. d5 Hb8 14. Hh2 Hbd7 15. Vf3 Vc8 16. Hdf1 c6 17. dxc6 Vxc6 18. Hg4 Be7 19. Hg3 d5 20. exd5 Hxd5 21. Hf5 Be6 22. Vg3 Kh8 23. Fe3 h5 24. Bad1 Hxe3 25. Hgxe3 Bg6 26. Vh2 Bf6 27. Fd5 Vc8 28. Vg3 g6 29. Vg5 Fg7 30. He7 Vc7 31. Hg4 Bf4 32. Hh6 Bf8 33. Hxf7+ B4xf7 34. Hxg6+ Kh7 35. Vxh5+ Fh6 36. Fxf7 Bxf7 37. Bxd7 Bxd7 38. Hf8+ Kg7 39. He6+ 1-0
Szergej Karjakin–Jevgenyij Alekszejev, sakk világkupa 2007. 1–0 (szicíliai védelem, Najdorf-változat, angol támadás ECO B90)
1. e4 c5 2. Hf3 d6 3. d4 cxd4 4. Hxd4 Hf6 5. Hc3 a6 6. Fe3 e5 7. Hb3 Fe7 8. f3 Fe6 9. Vd2 Hbd7 10. g4 O-O 11. O-O-O Vc7 12. Kb1 b5 13. g5 Hh5 14. f4 exf4 15. Fxf4 Hxf4 16. Vxf4 Bac8 17. Hd4 Hb6 18. Fd3 Vc5 19. Hf5 Bce8 20. Hxe7+ Bxe7 21. e5 d5 22. h4 Hc4 23. h5 d4 24. h6 g6 (diagram) 25. Hd5! (Gyönyörű, feladványszerű záró-terelő lépés. Azonnali 25. Vf6-ra Vxe5 védi a mattot; 25. Fxc4-re Fxc4 és 26. Vf6-ra ismét csak Vxe5) Vxd5 26. Fxc4 Vxc4 27. Vf6 1-0 